# 国際年齢評価連合
国際年齢評価連合（こくさいねんれいひょうかれんごう、英: International Age Rating Coalition、略称：IARC）とは、デジタル配信されるアプリケーション、およびゲームコンテンツのレーティングを目的として各国のレーティング機関によって設立された国際組織である。

## 概要
2013年のLondon Games Conferenceにおいて北アメリカのESRB、EUのPEGI、ドイツのUSK、オーストラリアのACB、ブラジルのClassIndの5機関が連携した世界規模の取り組みとして発表された。2014年8月にはACBにおいてIARCによる機械的な評価プロセスを受け入れる改正がなされている。2017年12月には韓国のGRACがIARCに加盟した。
IARCは開発者のレーティング取得プロセスを簡素化するための独自のIARC評価プロセスを導入しており、これはコンテンツに含まれる要素をアンケート形式で回答し、それを機械的に各国の評価基準と照らし合わせることでレーティングを算出するものである。同団体はこのプロセスにより、しばしば越境行為のなされるデジタル配信におけるレーティングの負担が軽減されるとしている。
2022年5月現在、Google Play、Microsoft Store、ニンテンドーeショップ、PlayStation StoreなどがIARCを採用している。
日本についてはCEROがIARCに加盟しておらず、MicrosoftがIARCを取得すれば「18+」でも販売可能なのに対し、任天堂やSIEは「18+」に区分されたゲームはCEROのレーティングを取得するよう求めているため、事実上販売が不可能となっている。また、IARCはダウンロード配信のみで有効であり、パッケージ版ではIARCのレーティングを表示することができない。理由としてCEROは、IARCはレーティング付与後の修正がありうるという特性を挙げている。パッケージタイトルにも適用してしまうと、制作後にレーティングの変更があった際に修正に膨大な労力がかかるため、審査機関による正確な審査が必要であると説明している。

## レーティング表示
| アイコン | レーティング区分 | 解説 |
| -------- | ---------------- | --- |
|          | 3+               | 3歳以上のみを対象としたテレビゲームやソフトウェアのコンテンツ。 CEROのCERO：A（全年齢対象）かCERO：教育・データベースに相当する。                                                                                |
|          | 7+               | 7歳以上のみを対象としたテレビゲームやソフトウェアのコンテンツ。 CEROのCERO：A（全年齢対象）かCERO：B（12才以上対象）（またはその中間）に相当する。                                                               |
|          | 12+              | 12歳以上のみを対象としたテレビゲームやソフトウェアのコンテンツ。 CEROのCERO：B（12才以上対象）に相当する。 |
|          | 16+              | 16歳以上のみを対象としたテレビゲームやソフトウェアのコンテンツ。 CEROのCERO：C（15才以上対象）かCERO：D（17才以上対象）に相当する。                                                                              |
|          | 18+              | 18歳以上のみを対象としたテレビゲームやソフトウェアのコンテンツ。 CEROのCERO：D（17才以上対象）かCERO：Z（18才以上のみ対象）に相当する。 日本ではニンテンドーeShop、PlayStation Storeでの販売は認められていない。 |

レーティングが「7+」以上に区分される場合、レーティングの根拠となった表現（コンテンツディスクリプター）が併記される。以下にその一例を挙げる（配信プラットフォームによって文言はやや異なるが、おおむね統一されている）。
- 性的表現
  - 性的ほのめかし
  - ヌード
- 暴力表現
  - 暴力の暗示
  - 軽い暴力・暴力（軽度）
  - 激しい暴力
- 恐怖
  - 恐怖を引き起こすコンテンツ
- 言葉
  - 激しい言葉づかい
- その他
  - ユーザーインタラクション
  - ゲーム内購入、ランダムアイテムを含む（いわゆる「ガチャ」を含む）